# Segunda División de fútbol sala 2017-18
La temporada 2017/18 de Segunda División de fútbol sala fue la 29.ª edición de la Segunda División de la Liga Nacional de Fútbol Sala de España. Comenzó el 15 de septiembre de 2017 y el play-off finalizó el 1º de junio de 2018. Se disputó en formato de liga, con una fase regular que enfrentaba todos contra todos a los 16 equipos participantes, obtuvo el título de campeón ElPozo Ciudad de Murcia. Al no poder ascender por ser equipo filial, ascendió el subcampeón F.S. Valdepeñas. El restante ascenso fue para el ganador de la eliminatoria disputado por los clasificados de la 2ª a la 5ª posición. Los últimos 3 clasificados descendieron a Segunda División B.

## Equipos participantes
| Club                     | Ciudad                 |  | Pabellón                      |
| ------------------------ | ---------------------- |  | ----------------------------- |
| CFS Bisontes Castellón   | Castellón              |  | Ciutat de Castelló            |
| Real Betis Futsal        | Sevilla                |  | Amate                         |
| Software DELSOL Mengíbar | Mengíbar               |  | Sebastián Moya Lorca          |
| ElPozo Ciudad de Murcia  | Murcia                 |  | Palacio de Deportes de Murcia |
| Rivas Futsal             | Rivas-Vaciamadrid      |  | Parque Sureste                |
| FC Barcelona B Lassa     | Barcelona              |  | Ciutat Esportiva Joan Gamper  |
| Noia Portus Apostoli     | Noya                   |  | Municipal Agustín Mourís      |
| FSD Puertollano          | Puertollano            |  | Polideportivo Antonio Rivilla |
| F.S. Valdepeñas          | Valdepeñas             |  | Virgen de la Cabeza           |
| Tenerife Iberia Toscal   | Santa Cruz de Tenerife |  | Quico Cabrera                 |
| Itea Córdoba CF Futsal   | Córdoba                |  | Vista Alegre                  |
| Elche C. F.              | Elche                  |  | Esperanza Lag                 |
| Prone Lugo F.S.          | Lugo                   |  | Municipal de Lugo             |
| CD UMA Antequera         | Antequera              |  | Fernando Argüelles            |
| Pescados Rubén Burela    | Burela                 |  | Municipal de Vista Alegre     |
| Manzanares FS            | Manzanares             |  | Municipal de Manzanares       |

## Clasificación
| | Equipo                   | Puntos | J  | G  | E | P  | GF  | GC  |
| --- | ------------------------ | ------ | -- | -- | - | -- | --- | --- |
| 1 | ElPozo Ciudad de Murcia  | 61     | 30 | 19 | 4 | 7  | 131 | 84  |
| 2 | F.S. Valdepeñas          | 60     | 30 | 17 | 9 | 4  | 114 | 72  |
| 3 | FC Barcelona B Lassa     | 60     | 30 | 18 | 6 | 6  | 122 | 70  |
| 4 | Pescados Rubén Burela    | 55     | 30 | 17 | 4 | 9  | 103 | 63  |
| 5 | CD UMA Antequera         | 51     | 30 | 16 | 3 | 11 | 106 | 80  |
| 6 | FSD Puertollano          | 51     | 30 | 16 | 3 | 11 | 118 | 95  |
| 7 | Real Betis Futsal        | 50     | 30 | 15 | 5 | 10 | 107 | 88  |
| 8 | Rivas Futsal             | 48     | 30 | 14 | 3 | 10 | 110 | 91  |
| 9 | Itea Córdoba CF Futsal   | 47     | 30 | 14 | 5 | 11 | 113 | 108 |
| 10 | CFS Bisontes Castellón   | 40     | 30 | 11 | 7 | 12 | 82  | 99  |
| 11 | Software DELSOL Mengíbar | 40     | 30 | 11 | 7 | 12 | 82  | 90  |
| 12 | Manzanares FS            | 38     | 30 | 11 | 5 | 14 | 83  | 104 |
| 13 | Elche C.F.               | 35     | 30 | 10 | 5 | 15 | 84  | 101 |
| 14 | Noia Portus Apostoli     | 22     | 30 | 7  | 1 | 22 | 64  | 123 |
| 15 | Prone Lugo F.S.          | 18     | 30 | 5  | 3 | 22 | 64  | 125 |
| 16 | Tenerife Iberia Toscal   | 6      | 30 | 1  | 3 | 26 | 60  | 150 |
| Fuente: Federación Española de Fútbol: Clasificación de la Segunda División de Fútbol Sala Archivado el 22 de julio de 2020 en Wayback Machine.; actualización automática |                          |        |    |    |   |    |     |     |

## Playoff de ascenso a Primera División
El FC Barcelona Lassa B al ser equipo filial, no disputó el play-off al no poder ascender a Primera División.
|  | Semifinales           | Semifinales | Semifinales       | Semifinales |   |                  | Final | Final | Final | Final |  |
|  |                       |             |                   |             |   |                  |       |       |       |       |  |
|  |                       |             |                   |             |   |                  |       |       |       |       |  |
|  | CD UMA Antequera      | 5 (2)       | 8                 | 2 (5)       |   |                  |       |       |       |       |  |
|  | CD UMA Antequera      | 5 (2)       | 8                 | 2 (5)       |   |                  |       |       |       |       |  |
|  | FSD Puertollano       | 5 (3)       | 6                 | 2 (4)       |   |                  |       |       |       |       |  |
|  | FSD Puertollano       | 5 (3)       | 6                 | 2 (4)       |   | CD UMA Antequera | 6     | 4     | -     |       |  |
|  |                       |             |                   |             |   | CD UMA Antequera | 6     | 4     | -     |       |  |
|  |                       |             | Real Betis Futsal | 2           | 1 | -                |       |       |       |       |  |
|  | Pescados Rubén Burela | 1           | Real Betis Futsal | 2           | 1 | -                | 4     | -     |       |       |  |
|  | Pescados Rubén Burela | 1           |                   |             |   |                  | 4     | -     |       |       |  |
|  | Real Betis Futsal     | 2           | 6                 | -           |   |                  |       |       |       |       |  |
|  | Real Betis Futsal     | 2           | 6                 | -           |   |                  |       |       |       |       |  |
|  |                       |             |                   |             |   |                  |       |       |       |       |  |

| Asciende a Primera División CD UMA Antequera |